# George Homans

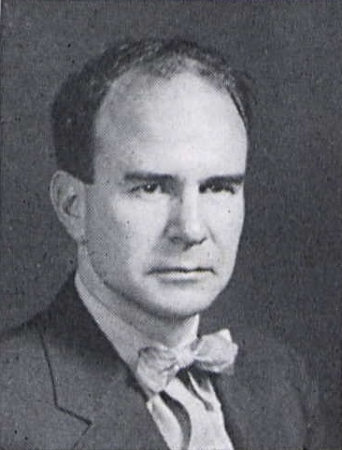
George Homans w roku 1946.

George Caspar Homans (ur. 11 sierpnia 1910, zm. 29 maja 1989) – amerykański socjolog, przedstawiciel neoutylitaryzmu, twórca teorii wymiany tłumaczącej źródła zachowań społecznych.
Jego zdaniem najmniejsze elementy, na które można rozłożyć życie społeczne to interakcje, polegające na wzajemnej wymianie nagród i kar pomiędzy uczestniczącymi jednostkami. W swojej teorii inspirował się on twierdzeniami psychologii behawioralnej. Badania swoje umiejscowił w obszarach małych grup społecznych, stworzył obszerną teorię dotyczącą procesów powstawania i funkcjonowania małych grup która obejmuje ponad trzydzieści założeń. Twierdził, że rozwój cywilizacji zawdzięczamy małym grupom, które posiadają wewnętrzny i zewnętrzny system reakcji.

## Najważniejsze jego prace to
- The Human Group (1950),
- Social Behavior: Its Elementary Forms (1961),
- The Nature of Social Science (1967).